# Cratere Leocritus
Leocritus è un cratere sulla superficie di Teti.